# قوشچی کورپوسو
قوشچی کورپوسو (پل) (به لاتین: Quşçu Körpüsü) منطقه‌ای مسکونی در جمهوری آذربایجان است که در شهرستان داش‌کسن واقع شده است.